# Англо-французская война (1202—1214)
Англо-французская война 1202—1214 — вооруженный конфликт между Филиппом Августом и Иоанном Безземельным.

## Повод к войне
Первая война Филиппа Августа с Иоанном Безземельным закончилась подписанием мирного договора в Ле Гуле 22 мая 1200. Французский король, находившийся в остром конфликте с папой Иннокентием III из-за незаконного развода с Ингеборгой Датской и женитьбы на Агнесе Меранской, был вынужден прекратить военные действия, не добившись существенных результатов. Осенью того же года отношения с Римом стали налаживаться, и Филипп начал искать повод к новой войне.
Формальный повод к войне предоставил конфликт Иоанна Безземельного с могущественным семейством Лузиньянов. Английский король похитил невесту сына Гуго IX де Лузиньяна Изабеллу Ангулемскую, наследницу графства Ангулем, и 24 августа 1200 сам женился на ней. Политически это было вполне оправданно, так как объединение под властью Лузиньянов Ла Марша и Ангулема создавало угрозу английской власти в Аквитании.
Английский хронист Роджер Ховеденский пишет, что именно Филипп Август дал Иоанну совет похитить Изабеллу, чтобы потом воспользоваться политическим кризисом, но англичане во всех своих неприятностях видели происки короля Франции, славившегося коварством и цинизмом.
Современные историки по-разному оценивают законность действий Иоанна: одни полагают, что он грубо попрал феодальные обычаи, другие считают его поступок вполне допустимым. В любом случае, Лузиньяны могли рассчитывать на территориальные компенсации, однако король не торопился идти на уступки. Весной 1201 брат Гуго IX Рауль д’Иссуден начал совершать набеги на английские владения; в ответ Иоанн конфисковал его фьефы — замок Монконтур, и крепость Невшатель-ан-Бре. Потеряв терпение, Гуго, его дядя Жоффруа и виконт Эмери VII де Туар принесли жалобу своему сюзерену Филиппу Августу.
Филипп сделал вид, что хочет уладить конфликт, и 25 марта 1202 встретился с Иоанном в Ле Гуле. Он потребовал от английского короля принесения тесного оммажа и передачи Артуру Бретонскому Нормандии, Анжу и Пуату. Иоанн отказался это сделать и Филипп вызвал его в Париж на суд пэров.
Иоанн проигнорировал вызов, и 29 апреля 1202 королевская курия обвинила его в неверности и нарушении вассальных обязательств, и постановила конфисковать все фьефы, которые он держал от короля Франции. Артур Бретонский принес Филиппу оммаж за Бретань, Анжу и Турень; Нормандию французский король планировал присоединить к своему домену. Он помолвил Артура со своей 12-летней дочерью Марией.

## Кампания 1202 года
В июне 1202 Филипп вторгся в Нормандию, захватил Лион-ла-Форе и Э, затем взял Гурне и начал осаду Арка. Артур с 200 отборными рыцарями должен был соединиться с феодальными ополчениями Берри и Бургундии и овладел Мирбо, одним из ключей к Пуату. Алиенора Аквитанская, командовавшая гарнизоном, укрылась в донжоне, который был осажден Артуром.
Иоанн не решился выступить против Филиппа, понадеявшись на то, что мощные нормандские крепости смогут выдержать осаду, и направился на выручку своей матери. Лидер анжуйской знати Гильом де Рош, опасавшийся успехов французов и желавший сделать Артура номинальным правителем Анжу и Бретани, присоединился к Иоанну, поставив условиями мягкое обращение с будущими пленниками, и формальную передачу Артуру упомянутых графств. 30 июля английские войска и отряды Гильома де Роша выступили из Мана, и через два дня прибыли под Мирбо. Противники были захвачены врасплох; в плен попали Артур с его войсками, Гуго де Ла Марш, Жоффруа де Лузиньян, Савари I де Молеон, виконт де Шательро.
Узнав о поражении союзников, Филипп снял осаду Арка и двинулся в долину Луары, сжигая на своем пути все, даже монастыри. Французы заняли Тур, после чего король вернулся в Париж. Англичане немедленно отвоевали Тур, сожгли часть города, ещё оставшуюся нетронутой, и полностью разрушили замок.
Обещания, данные Гильму де Рошу, не были выполнены. Освободили только Лузиньянов. Одних пленников Иоанн бросил в темницу умирать от голода, других отослал в Англию. Артур был заточен в Фалезе. Гильом де Рош и бретонские бароны потребовали его освобождения, но получили отказ, более того, Иоанн решил, что пришло время избавиться от таких неудобных союзников. Гильом де Рош и Эмери де Туар были предупреждены о его намерениях и укрылись в своих замках. Король отобрал у них охрану замка Анжер и сенешальства Анжу и Турени. Единственное, чего он в итоге добился, это полного разрыва с баронами Пуату и Бретани.

## Кампания 1203 года
Зимой 1202—1203 Филипп Август провел переговоры с баронами — вассалами Иоанна. 23 марта 1203 он заключил соглашение с Гильомом де Рошем, к которому позднее присоединились многие бароны Анжу и Пуату, в том числе Морис де Краон, Бернар де Ла Ферте, Жюель де Майен, граф Вандомский, Жоффруа де Лузиньян, Эмери де Туар. Все они принесли оммаж Филиппу и обязались хранить ему верность, пока Артур не будет освобожден. Роберт, граф д’Алансон, также перешел на сторону Франции, предоставив Филиппу свободный доступ в Верхнюю Нормандию.
Весной 1203 войско Филиппа Августа спустилось на кораблях по Луаре и овладело Сомюром и Лудёном. Феодальное ополчение Гильома де Роша и рутьеры Кадока захватили Бофор, Шатонёф-сюр-Сарт и Ман. Иоанн перевел Артура из Фалеза в более надежную тюрьму — большую башню в Руане. Король Франции намеревался атаковать Руан, но для этого требовалось захватить сильно укрепленный замок Шато-Гайяр, прикрывавший путь к столице. Чтобы изолировать эту крепость, французские войска летом 1203 захватили Вернёй и Пти-Андели, и заставили англичан снять осаду Алансона. В сентябре началась осада Шато-Гайяра, а в октябре Гильом де Рош и Кадок взяли Анжер.
Потеряв контроль над Анжу, Туренью и частью Нормандии, Иоанн попытался взять реванш в Бретани. Он захватил Фужер, Доль, разграбил окрестности Ренна, все сжигая и вырезая пленных.
Иннокентий III попытался вмешаться и направил к Филиппу своего легата с требованием прекратить военные действия. На ассамблее баронов и прелатов, собравшейся 22 августа в Манте, король заявил, что его спор с Иоанном относится к сфере феодального права и не подлежит папской юрисдикции.

## Убийство Артура
В декабре 1203 Иоанн отправился в Англию, а перед отплытием, по-видимому, расправился с Артуром. Подробности этого преступления неизвестны, оно породило самые разнообразные слухи. Говорили, что Иоанну не удалось найти исполнителя среди своих вассалов и слуг, и он был вынужден собственноручно прикончить племянника. Узнав о смерти Артура, многие представители нормандской знати отказались воевать за своего короля.

## Кампании 1204—1205 годов
Шато-Гайяр был взят 6 марта 1204. После этого Филипп Август выступил на восток, на Кан и Фалез. Его союзник Ги де Туар, женившийся на Констанции Бретонской, и управлявший страной от её имени, во главе бретонской армии вторгся в Нормандию с запада и весной 1204 осадил Мон-Сен-Мишель, располагая четырьмя сотнями рыцарей и многочисленной пехотой. Крепость, расположенная на острове, и хорошо подготовленная к обороне, считалась неприступной, но бретонцы воспользовались отливом, на несколько часов открывавшим дно на подступах к восточной части горы. Штурмующие сломали ворота и подожгли соседние здания, пожар перекинулся на крепость и монастырь.
В мае 1204 Ги де Туар взял Понторсон и Мортен, затем подошел к Авраншу и Кану, где встретился с войсками Филиппа. Гильом де Бар присоединился к Ги де Туару, и они вместе закончили покорение северной Нормандии. Единственное, что смог сделать Иоанн — послал в Нормандию отряды рутьеров, но те немедленно перешли на сторону французского короля, который платил больше, или, по крайней мере, регулярнее.
К лету 1204 сопротивление французам оказывали только горожане Руана, Вернёя и Арка, пользовавшиеся очень значительными привилегиями и не желавшие их терять. 1 июня Филипп заключил с руанцами соглашение, по условиям которого они должны были сдать город по истечении месяца, если до этого король Англии не заключит мир или не пришлет им помощь, достаточную для снятия осады. Отправившаяся в Англию руанская делегация застала Иоанна за игрой в шахматы; не прерывая партии, он ответил, что не успеет за такой короткий срок организовать экспедицию. 24 июня столица Нормандии открыла ворота, Вернёй и Арк последовали его примеру.
Иннокентий снова попытался вмешаться в пользу Иоанна. Его легат созвал собор в Мо (7 августа 1204), но ничего не добился, так как Филипп Август отказался от переговоров.
Потеря Нормандии привела к первым конфликтам между Иоанном Безземельным и его баронами, многие из которых имели владения по обе стороны Ла-Манша и теперь были вынуждены выбирать, кому из королей приносить оммаж. Многие бароны сохранили верность английскому королю и потеряли свои нормандские земли; другие принесли оммаж Филиппу и лишились английских владений. Несколько семейств (в том числе Аркуры) умело лавировали, поделив владения между сыновьями.
Филипп торопился развить успех. Пока Гильом де Рош и Кадок заканчивали подчинение Анжу, король 10 августа 1204 выступил в направлении долины Луары. Его сопровождали Эмери де Туар, граф Эли де Перигор, Жоффруа Мартелл и Рауль д’Иссуден. Пуатье принес присягу верности, затем был подчинен почти весь Сентонж, за исключением Ла-Рошели и сильно укрепленных замков Шинон и Лош. С наступлением зимы Филипп оставил небольшой отряд продолжать осаду Лоша, и вернулся в Иль-де-Франс. Весной 1205, собрав значительные силы, он продолжил осаду Лоша; взяв замок, он поручил его своему коннетаблю Дрё IV де Мелло. Затем был взят Шинон, обороной которого руководил Губерт де Бург. Поручив Гильому де Рошу и Эмери де Туару завершить подчинение Турени и Пуату, Филипп отправился в Бретань. Пуатевинские бароны и города один за другим переходили на сторону короля Франции, который щедро раздавал им привилегии. Графиня Ангулема, вольный город Перигё, аббатство Сен-Мексан, город Ньор, епископ Лиможский перешли на сторону Франции.

## Бретонский поход
В Бретани после смерти графини Констанции и Артура единственной наследницей оставалась сестра Артура Элеонора, но Иоанн Безземельный увез её в Англию как заложницу. Ги де Туар был для бретонцев иностранцем, а король Франции считал его ненадежным союзником. Весной 1206 Филипп с сыном Людовиком, Гильомом де Рошем и крупной армией направился к устью Луары. Нант, не ожидавший нападения, сдался без боя. Французы продвинулись до Ренна. Король передал Морису де Краону Ла-Гарнаш и Плоэрмель, а Ги де Туару должность сенешаля, Корнуай и область Ванна. В Нанте, Ренне и Гингаме были отчеканены монеты с легендой Philippus rex на аверсе, и Dux Britanniae на реверсе.

## Кампании 1206—1208 годов
Весной 1206 король Иоанн высадился в Ла-Рошели. В июне Филипп прибыл в Пуату, поставил сильные гарнизоны в Лудёне и Мирбо, после чего вернулся в Париж. Воспользовавшись его отъездом, Иоанн захватил Анжер. Сенешаль Пуату Эмери де Туар с братом Ги и Савари де Молеоном отложились от французского короля и подняли мятеж, который быстро распространился по Пуату и Сентонжу. Филипп спешно прибыл в Пуату и опустошил земли предателей. Иоанн покинул Анжер и укрепился в Туаре. Филипп соединился с Гильомом де Рошем и осадил английского короля. Осажденные упорно оборонялись, и, видя, что Пуату почти целиком восстало, Филипп согласился на переговоры. Перемирие на два года было заключено 26 октября и вступило в силу 13 декабря. По его условиям Иоанн фактически отказывался от всех владений к северу от Луары. В числе союзников Филиппа в тексте перемирия фигурирует Альфонс VIII Кастильский, оспаривавший у Иоанна Гасконь и даже осаждавший Бордо. Зажатый с двух сторон, Иоанн поспешил вернуться в Англию.
В самой Нормандии французы скоро столкнулись с попытками сопротивления. Иоанн объявил жителей Руана и Кана врагами, конфисковал их товары и закрыл для них порты Англии и Лондонской Ганзы. Хронисты сообщают о конфискациях монастырских сокровищ и жалобах на тиранию Филиппа, которые нормандцы приносили королю Англии. В 1207 Филипп с большим войском появился перед Руаном, и наложил на жителей крупную контрибуцию.
Через полгода Филипп нарушил перемирие, пересек Луару, опустошил земли Эмери де Туара и взял замок Партене, после чего вернулся в Париж, поручив маршалу Анри Клеману и Гильому де Рошу завершить подчинение края. В 1208 они разгромили и взяли в плен Эмери де Туара и Савари де Молеона.
Первый этап войны закончился.

## Антифранцузская коалиция
Не сумев противостоять французскому королю в одиночку, Иоанн Безземельный начал создание широкой коалиции. В 1208 был убит король Филипп Швабский, и Оттон IV Брауншвейгский стал единственным претендентом на императорский престол, что очень обеспокоило Филиппа. В 1209 Иннокентий III короновал Оттона, но вскоре между ними начался конфликт, и папа решил поддержать предложенного Францией претендента — Фридриха Штауфена.
В 1209 Филипп заподозрил в измене Рено де Даммартена, уже дважды его предававшего. В 1211 Рено начал тайные переговоры с Иоанном и Оттоном; Филипп потребовал у него явиться ко двору, но граф Булонский отказался. Король лишил его владений, и тогда Рено отправился в Англию, где 3 мая 1212 принес тесный оммаж Иоанну.
Захват французами обширных территорий на севере и одновременное вторжение в Лангедок резко нарушили политическое равновесие в Западной Европе и привели к созданию антифранцузской коалиции, объединившей английского короля, императора Оттона Брауншвейгского, крупных вассалов французской короны и нижнерейнских сеньоров. Неожиданная гибель Педро II Арагонского в битве при Мюре помешала присоединению Арагона к коалиции.
Союзники планировали атаковать Филиппа с нескольких сторон. Мятежные пуатевинские бароны должны были вторгнуться через Нант, граф Фландрии наступать в Вермандуа, а Оттон собирался идти на Реймс. Герцог Бургундский должен был поддержать коалицию наступлением на Санс и Гатине.

## План высадки в Англии
Проект высадки в Англии впервые возник у Филиппа Августа ещё во время борьбы с Ричардом, и возродился после покорения Нормандии и Бретани, окончательно оформившись к 1210. Согласно легенде, однажды ночью король вскочил с кровати и воскликнул: «Боже! Чего я жду, чтобы отправиться на завоевание Англии?»
К решительным действиям Филиппа побуждало тяжелое положение, в котором оказался король Иоанн из-за своих конфликтов с папой и собственными баронами. Поскольку доходы вакантных епископских кафедр поступали в казну, Иоанн отказывался признать архиепископом Кентерберийским Стефана Лэнгтона, назначенного Иннокентием III в 1207. Духовенство жаловалось понтифику, но тот не торопился отлучать короля от церкви, опасаясь его союза с Оттоном Брауншвейгским, и пытался решить проблему дипломатическими средствами. Переубедить алчного, упрямого и недалекого Иоанна не удалось, и 24 марта 1208 папа наложил на Англию интердикт, а в конце 1209 отлучил короля от церкви.
Английские бароны, недовольные вымогательствами монарха, также были вынуждены считаться со своими людьми, страдавшими от прекращения почти всех церковных обрядов. Когда в 1211 папа официально освободил англичан от присяги королю, в среде знати возникла идея заменить на троне Англии Иоанна Филиппом, с которым бароны начали тайную переписку.
Положение Иоанна становилось все более сложным. Союз Филиппа с Фридрихом II ослабил позиции Оттона, в 1212 принц Лливелин ап Иорверт начал успешное наступление на англичан и публично объявил о своем союзе с Францией. В том же году бароны призвали Филиппа высадиться в Англии. Испуганный Иоанн в конце года направил в Рим посольство, но добиться смягчения папских требований не смог и отказался от продолжения переговоров.
В начале 1213 папа объявил о низложении английского короля и предложил французам организовать крестовый поход в Англию. При этом Иоанну была дана отсрочка до 1 июня, дабы он мог подчиниться. В апреле 1213 Филипп собрал ассамблею знати в Суассоне, где объявил, что согласен отправить в Англию в качестве короля своего наследника принца Людовика. Было собрано 1500 кораблей, на содержание которых потребовалось 60 тыс. ливров. На 22 мая было назначено отплытие, но вскоре из Англии прибыл папский легат Пандульф с известием, что 13 мая 1213 Иоанн объявил о готовности принести папе тесный оммаж за Английское королевство.
22 мая 1213 Пандульф встретился с Филиппом в Гравелине, на границе Артуа и Фландрии, и запретил экспедицию. Архиепископ Кентерберийский с епископами был направлен во Францию, чтобы под угрозой отлучения помешать походу. Англичане были довольны снятием интердикта, и французские войска не могли рассчитывать на хороший прием.
Филиппу пришлось подчиниться. Собранные для экспедиции силы было решено использовать против Фландрии.

## Положение во Фландрии
По договору в Перонне 2 января 1200 Филипп Август был вынужден уступить Бодуэну IX южную часть Артуа, в том числе Эр-сюр-ла-Лис и Сент-Омер. После того как Бодуэн отправился в Четвертый крестовый поход и стал латинским императором, король постепенно подчинил своему влиянию регента Филиппа Намюрского и оказал дворянству Фландрии поддержку в борьбе с богатой буржуазией, создав таким образом профранцузскую группировку в графстве. В сентябре 1208 он добился от регента передачи под свою опеку наследниц Бодуэна — Жанны и Маргариты, что привело к тяжелым последствиям для Фландрии. Когда факт смерти Бодуэна был официально признан, Филипп Август в январе 1212 выдал Жанну за Феррана Португальского.
Из этого брака он извлек двойную выгоду: во-первых, получил 50 тыс. ливров от Матильды Португальской, которая хотела сделать своего племянника графом Фландрии; во-вторых, вернул земли, утраченные 12 лет назад.
Не дожидаясь, пока Ферран с женой покинут Париж, принц Людовик отправился в Артуа отвоевывать наследство своей матери. Он прекратил войну семейства де Дрё с графом Понтьё, присоединил к своей армии отряды их и графа де Сен-Поль, и быстро овладел Сент-Омером и Эром. Прибыв во Фландрию, Ферран по Ланскому договору 25 февраля 1212 был вынужден признать потерю Артуа.
Мириться с этим он не желал, и на ассамблее в Суассоне отказался поддержать английские планы короля, пока тот не вернет Сент-Омер и Эр, покинул собрание, а затем примкнул к антифранцузской коалиции, в которую уже вступили крупнейшие фламандские города.

## Фламандская кампания
Перед возобновлением войны с англичанами Филипп решил подчинить Феррана. Флот вышел из Гравелина и прибыл в Дамме — порт города Брюгге. В гавани поместилась примерно половина кораблей, и 700 судов остались в открытом море. Король выступил из Гравелина, занял Кассель и Ипр, продвинулся на север до Брюгге и 26 мая подступил к Генту.
Ферран сразу же обратился за помощью к королю Англии, и 28 мая Вильям Длинный Меч, граф Солсбери, Рено де Даммартен и знаменитый командир рутьеров Гуго де Бов отплыли из Дувра. 30 мая они высадились на побережье и соединились с отрядами Феррана и антифранцузских группировок — блавотенов и изангренов. Затем они атаковали часть французского флота, разбросанную перед Дамме, и оставленную без достаточной охраны, так как рыцари пировали на берегу. Англичане и фламандцы захватили 400 кораблей.
На следующий день они попытались захватить корабли, стоявшие в гавани, но Филипп Август бросил осаду Гента и успел подойти на помощь своим. Англо-фламандское войско наткнулось на французских арбалетчиков, а затем было атаковано кавалерией под командованием принца Людовика и Гильома де Барра. К концу дня французы одержали победу, взяв в плен 22 рыцаря и обратив в бегство остальных. Тем не менее английский флот продолжал стоять у Вальхерена, поэтому Филипп приказал сжечь все французские корабли вместе с портом, чем окончательно похоронил планы английской экспедиции.
По-видимому, эта неудача произвела на короля такое тяжелое впечатление, что он покинул Фландрию, ограничившись взятием в богатых городах заложников, за которых собирался потребовать крупный выкуп. В ходе кампании к Франции был присоединен Дуэ, который Филипп Август уступил своему сыну.

## Разрушение Лилля
Лилль сдался французам после недолгого сопротивления. Чтобы удержать этот город, Филипп Август построил цитадель Дереньо, расположение которой позволяло гарнизону сообщаться и с городом и с округой. В самом Лилле был оставлен отряд рыцарей. Вскоре перед городом появился Ферран. Горожане приняли участие в обороне, но Филипп, сомневаясь в их преданности, взял заложников и увел большую часть войска. Когда Ферран появился снова, жители среди ночи открыли ему ворота, и французы едва успели укрыться в цитадели.
Филипп Август немедленно выступил на север; узнав о его приближении, Ферран покинул город. Часть жителей бежала в Куртре, оставшиеся спрятались в церквях. Никто не оказывал сопротивления, но король Франции хотел показать пример. Город был сожжен, укрепления срыты, цитадель разрушена. Уцелевших жителей завоеватели угнали во Францию и продали в качестве сервов. Гильом Ле Бретон пишет, что «король Филипп хотел, чтобы отныне там не было места, где могли бы поселиться фламандцы». Расправа наделала много шума и лишь усилила неприязнь жителей Фландрии к французам.

## Продолжение фламандской кампании
Продолжение военных действий было поручено Людовику, с которым остались маршал Анри Клеман, граф де Сен-Поль и большое войско. Принц устроил штаб-квартиру в Лилле. Узнав о том, что противники французов собрались в Куртре, он выступил на этот город, быстро овладел им, разграбил и сжег. Когда к развалинам Куртре прибыли Ферран и Рено де Даммартен, французы уже увезли награбленное в Лилль. Получив помощь из Голландии и Нижней Лотарингии, Ферран отвоевал Гент, Брюгге, Ипр и всю южную Фландрию. Война во Фландрии продолжалась до весны 1214, и состояла из грабежей и поджогов. Французские войска взяли Ньивпорт, Стенворд, Байё, Хазебрук и Кассель, а также несколько замков. Все они были разграблены, а затем преданы огню.
Покидая горящий Стеенворде, на старофранцузском называвшийся Эстанфором, брат Герен, один из главных советников короля, отпустил остроту, обыграв двойное значение этого слова: «Послушайте, сеньоры, видели вы когда-нибудь эстанфор такого превосходного красного цвета?»
В декабре 1213 Ферран прибыл в Англию и вновь принес оммаж Иоанну, а в начале 1214 войска антифранцузской коалиции перешли в наступление. Рено де Даммартен осадил Кале, но вскоре Людовик заставил его отступить. Сам он после этого покинул район военных действий, поручив оборону Артуа виконту де Мелёну. Ферран, Вильям Длинный Меч и Гуго де Бов вторглись в Артуа и сильно опустошили и его, и графство Гин, хотя и не смогли овладеть укрепленными городами.
Из всех фламандских завоеваний французы сохранили только Дуэ и Ипр. Ферран, непрерывно получавший помощь из Англии, чувствовал себя настолько уверенно, что начал войну ещё и с Генрихом I Брабантским, союзником Филиппа Августа.

## Кампания 1214 года
Весной 1214, после нескольких лет переговоров, нерешительных манёвров, стычек, грабительских набегов и осад, война вступила в решающую стадию. Рено де Даммартен в конце 1213 — начале 1214 развил бурную дипломатическую активность, и завершил формирование коалиции. Иоанн нарушил обещания, данные папе, запустил руку в церковную казну и извлек оттуда огромную сумму в 40 тыс. марок серебром. Это позволило привлечь к антифранцузскому союзу герцога Брабантского, который привел на помощь императору контингент брабантских наемников, до появления альмогаваров считавшихся самыми беспощадными воинами Запада. В марте имперские войска сосредоточились в Ахене, а отряды графов Лотарингии, Фландрии, Вильяма Длинного Меча и прочих союзников были готовы к ним присоединиться. Оттон планировал наступать через Вермандуа на Шампань, а Иоанн — из Пуату на Париж.

## Действия на юге
16 февраля король Иоанн высадился в Ла-Рошели. Филипп Август потратил много времени и сил на то, чтобы привлечь на свою сторону пуатевинскую знать, но при появлении своего старого сеньора неисправимые мятежники почти поголовно перешли на его сторону. Верность королю Франции сохранил только Савари де Молеон, которого Иоанн осадил в одном из замков. С Лузиньянами английский король заключил перемирие.
Приведя в состояние обороны крепости Артуа, Пикардии и Понтьё, Филипп Август с отрядом отборных рыцарей совершил стремительный марш в долину Луары на помощь принцу Людовику, и в конце марта прибыл в Шательро, намереваясь отрезать Иоанна от моря и разгромить до того, как немцы начнут вторжение. Английский король немедленно бежал из Ла Марша, 8 апреля прибыл в Сент, затем бросился на юг, и 13-го укрылся в Ла-Реоле на Гаронне. Преследовать его не было времени, так как войска коалиции уже сосредоточились на границе. Филипп ещё раз опустошил земли виконта де Туара, выдал наследницу Бретани за своего родственника Пьера де Дрё, и поручил Людовику сдерживать Иоанна, оставив для этого маршала Анри Клемана, две тысячи рыцарей и 7 тысяч воинов пехоты. Помогать принцу было также поручено Гильому де Рошу и Амори де Краону, а Роберт и Пьер де Дрё подняли бретонское феодальное ополчение.
В мае Иоанн начал кампанию против Лузиньянов, 17 мая взял штурмом замок Мерван, затем осадил Жоффруа де Лузиньяна в Вуване. Тот сдался 21-го, и 25 мая Лузиньяны принесли Иоанну оммаж. Король вернул им владения, и помолвил с сыном Гуго IX свою дочь Жанну, наследницу графства Ангулем. Узнав об этом, Людовик объявил Лузиньянам войну и осадил замок Монконтур на границе Турени, но Иоанн заставил французов отступить, после чего двинулся к Луаре.
Первоначально он хотел переправиться у Нанта, но город был занят бретонскими войсками. Роберт де Дрё произвел смелую вылазку на противоположный берег, и был взят в плен с 20 рыцарями. Несмотря на этот успех, Иоанн не решился атаковать город и начал искать другое место для переправы. Войска Людовика занимали Шинон и Лош, анжуйский берег обороняли Гильом де Рош и Амори де Краон. Наконец, 11 июня Иоанн форсировал реку у Ансени, взял этот город, а 17-го овладел Анжером, не имевшим укреплений. Оставив гарнизоны в Анжере и Бофор-ан-Валле, король выступил к Ла-Рош-о-Муану.

## Ла-Рош-о-Муан
Мощная крепость, поставленная Гильомом де Рошем для обеспечения стратегических путей, могла перерезать коммуникации англичан и помешать их отступлению на юг. 19 июня Иоанн начал осаду. 2 июля на помощь осажденным подошли войска Людовика и Анри Клемана. Король собирался дать сражение, но пуатевинские бароны в решительный момент предали его и разошлись по домам. Бросив осадные машины, Иоанн с остатками армии бежал через Луару; во время поспешной эвакуации много людей утонуло или было перебито французами. 15 июля король укрылся в Ла-Рошели, где решил дожидаться известий об успехах императора.
В дальнейшем он провел несколько карательных рейдов против непокорных феодалов Сентонжа и Пуату, но возобновить наступление на французов не пытался. Людовик, в свою очередь, не имел достаточных сил для наступления, и занялся наведением порядка к северу от Луары. Он разрушил Бофор-ан-Валле, снес укрепления, возведенные англичанами в Анжере, усилил оборону замков, защищавших речные переправы, и в результате поставил Анжу под полный контроль Франции. К югу от Луары он провел две военные демонстрации: в очередной раз опустошил земли виконта де Туара, напал на владения Лузиньянов, у которых захватил замок Монконтур и полностью его разрушил.

## Битва при Бувине
Сражение при Бувине стало кульминацией не только этой войны, но и пяти предыдущих десятилетий противостояния Капетингов и Плантагенетов. Впервые за долгие годы исход кампании решался в правильном полевом сражении, где учитывались данные разведки, а войска сражались в сомкнутых боевых порядках.
Император Оттон наметил местом окончательного сбора город Нивель, но стремительное возвращение из Пуату Филиппа заставило его поменять планы. В начале июля в Валансьене состоялось последнее совещание участников коалиции. Там они поделили между собой владения короля Франции: западная часть страны доставалась Иоанну, Оттон получал Орлеан, Шартр и Этамп, Ферран — Париж, Рено де Даммартен — часть Нормандии, Гуго де Бов — Амьен. Поделив шкуру неубитого медведя, имперское войско, в состав которого также входили отряды герцогов Лотарингии и Брабанта, графов Голландии, Намюра, Дортмунда, Текленбурга, выступило в поход.
Обстоятельства сражения стали предметом серьёзного исследования только в XX веке; до этого, на основе сильно преувеличенных данных средневековых хронистов, утверждалось, что Оттон располагал 80 тыс. человек (в том числе 9 тыс. английских наемников) против 25 тыс. у Филиппа. Современные оценки значительно скромнее: полагают, что у французского короля было около 1200 рыцарей, до тысячи конных сержантов и 4500—5000 пехотинцев. Имперские силы превосходили французов, но не имели подавляющего численного превосходства.
После серии манёвров в четырёхугольнике между Валансьеном, Лиллем, Турне и Перонной, 28 июля близ деревни Бувин на меловом плато, окруженном лесом и болотами, состоялась одна из самых знаменитых битв европейского средневековья. Филипп Август, не являвшийся выдающимся полководцем, намеревался, как и всегда, измотать противника маршами и внезапными налетами конницы, и заставить отступить, но брат Герен, рыцарь-госпитальер и избранный епископ Санлиса, фактически руководивший войсками, настоял на решительной битве.
Исход ожесточенного сражения долго оставался неясным; оба предводителя были сброшены с коней и едва избежали смерти. Решающую роль сыграла атака правого крыла французской армии в начале сражения, а затем организованное наступление частей герцога Бургундского, графа де Бомона, Матье II де Монморанси и виконта де Мелёна. Имперцев подвела горячность Феррана Португальского и Рено де Даммартена, нарушивших строй, чтобы скорее добраться до французского короля. Отчаянный прорыв немцев во главе с императором к центру французской позиции едва не переломил ход сражения, но раненая лошадь сбросила Оттона, и ему пришлось убегать пешком, пока его люди не нашли другого коня.
Император бежал в Валансьенн, следом за ним поле сражения покинули герцоги Брабанта и Лотарингии, а также Гуго де Бов. Ферран, Рено, Вильям Длинный Меч были взяты в плен.

## Окончание войны
Победа французов при Бувине разом решила две проблемы. Разгромленный и отлученный от церкви император Оттон лишился поддержки большей части немцев, начавших переходить на сторону его соперника — короля Фридриха II. Не имея сил для продолжения борьбы, он удалился в родовые земли Вельфов в Брауншвейге, и, хотя продолжал носить свой титул, больше не играл политической роли в империи.
Бароны Пуату, занимавшие выжидательную позицию после Ла-Рош-о-Муана, теперь опасались заслуженного возмездия за свою хроническую неверность, и когда Филипп Август в конце лета предпринял карательный поход на юг до Лудёна, виконт де Туар и аквитанская знать явились к нему, умоляя о милости. Французский король проявил свою обычную рассудительность и даровал им прощение, так как капетингская монархия ещё не располагала достаточными средствами для утверждения своего прямого господства в крае.
Иоанн, английские вассалы которого отказались участвовать в континентальных авантюрах, через посредников также просил о перемирии, и 14 сентября Филипп предоставил его до пасхи 1215, с возможностью последующего продления на пять лет. Иоанн вернулся в Англию, где бароны, возмущенные результатами его деятельности, приняли решение ограничить королевскую власть и заставили монарха подписать Великую хартию вольностей. Добиться от него выполнения принятых обязательств не удалось, и в 1215 в Англии началась очередная гражданская война, в ходе которой бароны вернулись к проекту передачи короны капетингскому принцу. В 1216 началась английская экспедиция принца Людовика.
Более всего пострадали взятые в плен Ферран Португальский и Рено де Даммартен. Феррана выпустила из заключения Бланка Кастильская в 1226; Рено, даже находясь в плену, попытался отправить императору послание с советом набрать новое войско во Фландрии и продолжать войну. Филипп, который, возможно, простил бы друга детства и в третий раз, прочитав перехваченное сообщение, пришел в ярость, и распорядился заключить предателя пожизненно. Рено де Даммартен так и умер в темнице в 1227.